# Jan I van Alençon (-1191)
Jan I van Alençon (overleden te Alençon op 24 februari 1191) was van 1171 tot aan zijn dood graaf van Alençon. Hij behoorde tot het huis Montgommery-Bellême.

## Levensloop
Jan I was een zoon van graaf Willem I van Ponthieu uit diens huwelijk met Helena, dochter van hertog Odo I van Bourgondië.
In 1171 volgde hij zijn vader op als graaf van Alençon. Hij was al sinds 1149 betrokken bij de regeringszaken, nadat zijn vader na zijn deelname aan de Tweede Kruistocht was teruggekeerd naar zijn landerijen. Jan I werd erkend door koning Hendrik II van Engeland en regeerde twintig jaar over Alençon, totdat hij in februari 1191 overleed in het kasteel van Alençon.

## Huwelijk en nakomelingen
Jan I was gehuwd met Beatrix, dochter van graaf Eli II van Maine. Uit het huwelijk werden volgende kinderen geboren:
- Jan II van Alençon (overleden in 1191), graaf van Alençon
- Robert I (overleden in 1217), graaf van Alençon
- Willem (overleden in 1203)
- Alix, huwde met burggraaf Hugo II van Châtellerault
- Ada, vrouwe van Almenêches
- Philippa, huwde eerst met William III de Roumare, graaf van Lincoln, daarna met Robert Malet FitzErneis, heer van Graville, en ten slotte met Willem van Préaux.